# Lissoclinum notti
Lissoclinum notti is een zakpijpensoort uit de familie van de Didemnidae. De wetenschappelijke naam van de soort is voor het eerst geldig gepubliceerd in 1958 door Brewin.